# Karmanowice
Karmanowice – wieś w Polsce położona w województwie lubelskim, w powiecie puławskim, w gminie Wąwolnica.
Wieś szlachecka położona była w drugiej połowie XVI wieku w powiecie lubelskim województwa lubelskiego. 
W latach 1975–1998 miejscowość należała administracyjnie do ówczesnego województwa lubelskiego.
Wieś stanowi sołectwo gminy Wąwolnica. Według Narodowego Spisu Powszechnego z roku 2011 wieś liczyła 461 mieszkańców.
Wierni Kościoła rzymskokatolickiego należą do parafii Parafia św. Klemensa i św. Małgorzaty w Klementowicach lub do parafii św. Wojciecha w Wąwolnicy.

## Historia
Wieś sięga rodowodem XIV wieku, stanowiła dobra rodowe Karmanowskich herbu Prus, dziesięciny w przeszłości  oddawano po części do klasztoru świętokrzyskiego benedyktynów, w części do plebana lub prepozyta wąwolnickiego. 
W 1939 roku mieszkańcy wsi uczestniczyli w akcji ratowania skarbów wawelskich. 